# Obyčajní ľudia a nezávislé osobnosti
Obyčajní ľudia a nezávislé osobnosti (forkortet OĽaNO, dansk: Almindelige mennesker og uafhængige personligheder) er et konservativt politisk parti i Slovakiet. Det er et anti-etablissementsparti, der blev grundlagt i 2011 og som vandt parlamentsvalget i 2020 på en anti-korruptionsplatform, og blev leder af en koalitionsregering. Efter at være kommet til magten har OĽaNO indtaget en generelt konservativ holdning. Partiet ledes af den tidligere premierminister i Slovakiet Igor Matovič. I 2021 efterfulgte Eduard Heger, et medlem af partiets præsidium, Matovič som premierminister og ledede landet indtil 15. maj 2023.

## Historie
Fire medlemmer af bevægelsen" Obyčajní ľudia" (Almindelige mennesker) blev valgt til Slovakiets parlament, Nationalrådet, på partiet SaS's liste uden at være partimedlemmer ved parlamentsvalget i 2010. Det var stifteren af bevægelsen Igor Matovič, Erika Jurinová, Martin Fecko og Jozef Viskupič.
I februar 2011 blev Igor Matovič ekskluderet fra SaS's parlamentsgruppe for at stemme for Smer-SD's foreslåede begrænsninger af dobbelt statsborgerskab.
28. oktober 2011 indgav OĽaNO en formel partiregistrering, og Matovič meddelte, at partiet ville stille op ved parlamentsvalget i 2012 som en separat valgliste, med uafhængige kandidater og repræsentanter for Občianska konzervatívna strana (Borgerligt Konservativt Parti) og Konzervatívni demokrati Slovenska (Slovakiets konservative demokrater). Ved valget i 2012 kom partiet på en samlet tredjeplads med 8,55 % af stemmerne og 16 mandater
Ved valget til Europa-Parlamentet i 2014 kom OĽaNO på en fjerdeplads nationalt og fik 7,46 % af stemmerne og 1 MEP.
Ved parlamentsvalget 2016 stillede OĽaNO op i alliance med Nová väčšina (NOVA, "Nyt flertal") . De fik 11,02 % af stemmerne i Slovakiet og 19 parlamentsmedlemmer i det slovakiske parlament, hvoraf de 17 kom fra OĽaNO.
I 2014-2019 var partiet medlem af Gruppen af Europæiske Konservative og Reformister i Europa-Parlamentet. Det skiftede i 2019 til Det Europæiske Folkepartis Gruppe (Kristelige Demokrater).
Ved parlamentsvalget i februar 2020 fik partiet 25,0 % af stemmerne og vandt 53 af 150 pladser i Nationalrådet. Partileder Igor Matovič blev efterfølgende premierminister.
Ved parlamentsvalget i februar 2020 stillede partiet formelt op i alliancen OĽaNO a priatelia (OĽaNO og venner) sammen med blandt andre NOVA. Koalitionen fik 8,89 % af stemmerne ved valget og 16 mandater i Nationalrådet.

## Ideologi og platform
Oprindeligt var det et populistisk parti med et bredt grundlag, men efterhånden antog det en generelt konservativ holdning, samtidig med at det fastholdt sin antikorruptions- og anti-elitære retorik. Selvom konservative stemmer altid var til stede i OĽaNO, blev deres indflydelse betydelig efter parlamentsvalget i 2020. Partileder Igor Matovič støttede den slovakiske folkeafstemning i 2015 og stemte imod indførelsen af homoseksuelle ægteskaber og adoptioner og obligatorisk seksualundervisning i statsskoler. Før valget i 2020 meddelte Matovič, at hans parti ikke ville tilslutte sig en koalitionsregering, der ønskede at etablere registreret partnerskab eller lempe narkotikapolitikken. Samtidig fusionerede Kresťanská únia (Kristelig Union) ind i partiet og præsenterede lovforslag, der begrænsede aborter med støtte fra partiet. 
OĽaNO har ingen interne demokratiske strukturer, og Matovič bestemmer sammensætningen af valglisten, optagelse af medlemmer og politiske nomineringer, og han kan ikke afsættes. Brugen af offentlige tilskud til partiet anses for ugennemsigtig, og det ligner en privat virksomhed snarede end en politisk enhed. OĽaNO hævdede at have 50 medlemmer pr. 31. december 2021.